# Hình thái học (sinh học)

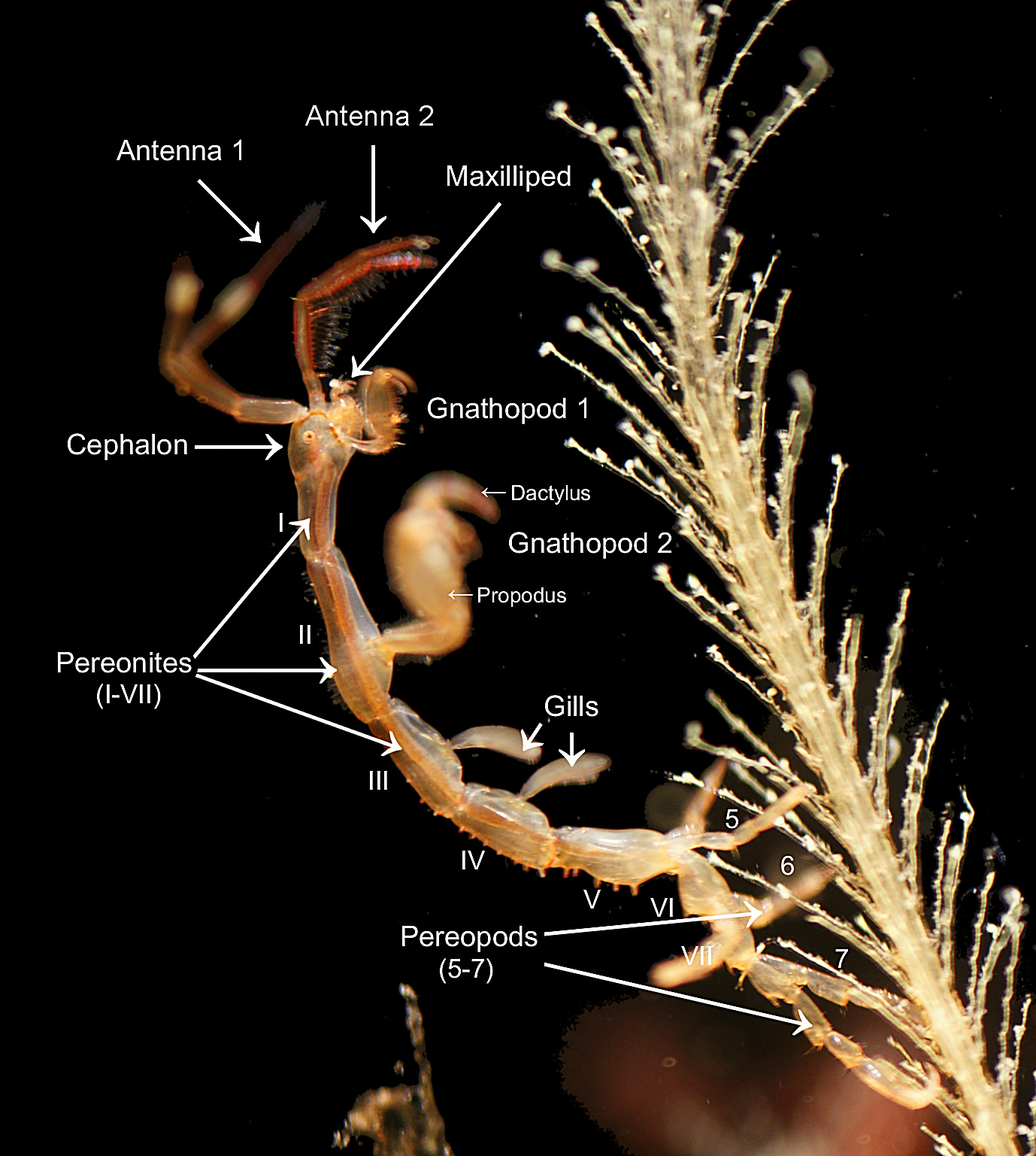
Hình thái học của một con Caprella mutica đực

Hình thái học là một nhánh của lĩnh vực sinh học, giải quyết việc nghiên cứu về hình dáng và cấu trúc của sinh vật và các điểm đặc trưng về cấu trúc cụ thể của chúng.
Lĩnh vực này bao gồm các khía cạnh của hình dáng bên ngoài (hình dạng, cấu trúc, màu sắc, khuôn mẫu, kích thước), cụ thể là hình thái học bên ngoài (hay eidonomy), cũng như hình dáng và cấu trúc của các phần bên trong như là xương và nội tạng, cụ thể là hình thái học bên trong (hay giải phẫu học). Lĩnh vực này trái ngược với sinh lý học, thứ chủ yếu nghiên cứu về chức năng. Hình thái học là một nhánh của khoa học sự sống với những nghiên cứu về cấu trúc tổng thể của một sinh vật hay phân loại và những bộ phận cấu thành của nó.

## Lịch sử
Trong khi khái niệm hình thái trong sinh học, trái ngược với chức năng, có niên đại từ thời Aristotle (xem thuyết sinh vật học của Aristotle), lĩnh vực hình thái học lại được phát triển bởi Johann Wolfgang von Goethe (1970) và, một cách độc lập, bởi nhà giải phẫu học và nhà sinh lý học người Đức Karl Friedrich(1800).
Trong số những nhà lý luận quan trọng khác về hình thái học có Lorenz Oken, Georges Cuvier, Étienne Geoffroy Saint-Hilaire, Richard Owen, Karl Gegenbaur and Ernst Haeckel.
Vào năm 1830, Cuvier và Geoffroy tham gia vào một cuộc tranh luận nổi tiếng, thứ được đồn đại là trở thành ví dụ cho hai sự chệch hướng lớn trong suy nghĩ về sinh học vào thời điểm đó – liệu cấu trúc động vật là do chức năng hay do tiến hóa.